# Chloroclystis nebulosa
Chloroclystis nebulosa är en fjärilsart som beskrevs av John S. Dugdale 1971. Chloroclystis nebulosa ingår i släktet Chloroclystis och familjen mätare. Inga underarter finns listade i Catalogue of Life.